# Vjekoslav Vojo Radoičić
Vjekoslav Vojo Radoičić, también conocido como Vojo Radoičić (Požega, 10 de noviembre de 1930-15 de julio de 2017), fue un pintor, escultor e ilustrador croata. Vojo Radoicic ha realizado más de 180 exposiciones independientes en Croacia, así como en el extranjero. Era conocido por representar los lugares a los que ha viajado con colores vibrantes a través de la mentalidad de un niño para contar historias de sus experiencias. Fue condecorado con la Orden de la Danica croata por sus contribuciones a la cultura.

## Biografía
Vojo Radoičić nació en Požega en 1930, pero se trasladó a Zagreb y vivió allí en la Segunda Guerra Mundial. Asiste a la escuela primaria en Zagreb y tiene buenos recuerdos de sus maestros y compañeros de clase. Se mudó a Rijeka para asistir a la Academia Marítima de Rijeka. Después de graduarse, Vojo trabajó en varios barcos y comenzó a dibujar y pintar. Ha vivido en Londres y Viena, y fue buen amigo del renombrado artista y arquitecto austriaco Friedensreich Hundertwasser. Vojo Radoičić hizo exposiciones independientes en Rijeka, Opatija, Dubrovnik, Zagreb, Venice, Florencia, Viena, Londres, Melbourne, Nueva York y Oslo. También fue miembro de la Sociedad de Pintores croatas de Rijeka y Zagreb así como también en la Verein Bildenden Kunstler Osterreichs, Wien - Schonbrun.
Vojo Radoičić también era conocido en su país por su estilo único de pintura y los temas que trata de representar en sus obras. Manifestó que, a través de su obra, trata de contar una historia de una experiencia o un lugar que ha visitado y que ha dejado un impacto en su vida. Todas sus pinturas representan lugares, personas y eventos reales y están pintadas a través de los ojos de un niño. Se utilizan colores vivos y brillantes y los temas marítimos dominaban la mayoría de sus obras. Radoičić declaró su creencia de que existe un mundo más agradable y encantador ahí fuera, y quiere mostrárselo al mundo.